# Herrgårdsost
O Herrgårdsost (lit. queijo das mansões senhoriais) é um queijo originário do centro e sul da Suécia.
Tem consistência dura, do tipo Emmental, e é feito com leite de vaca. É o queijo mais vendido na Suécia.